# Triepeolus nayaritensis
Triepeolus nayaritensis là một loài cánh màng thuộc họ Ong mật. Loài này được Rightmyer mô tả khoa học năm 2008.